# Cestola
Il Cestola (pr. Cestòla, Cestla in dialetto perugino) è un torrente umbro lungo 11,9 chilometri, con un bacino idrografico di 28,2 km². È un affluente di sinistra del Nestore. 

## Descrizione
Nasce nel comune di Magione per terminare in quello di Piegaro, dopo aver attraversato anche quello di Perugia. L'unico affluente degno di nota è il fosso di Mugnano. Il piccolo corso d'acqua è il terzo tra gli affluenti di sinistra del Nestore, dopo Caina e Genna, invece il quinto in totale dopo quelli appena elencati e gli affluenti di destra, Fersinone e Calvana. Con un carattere strettamente torrentizio è stato giudicato dall'Arpa Umbria come di qualità "scadente".

## Portata
Portata estremamente irregolare, caratteristica dei torrenti appenninici. 

## Alluvioni
L'alluvione del 12 novembre 2012 ha colpito anche il modesto bacino del Cestola soprattutto in zona Mugnano e alla foce col Nestore che ha portato ben 31 m³/s. 